# Исправная
Испра́вная — станица в Зеленчукском районе Карачаево-Черкесской Республики. Административный центр Исправненского сельского поселения.

## География

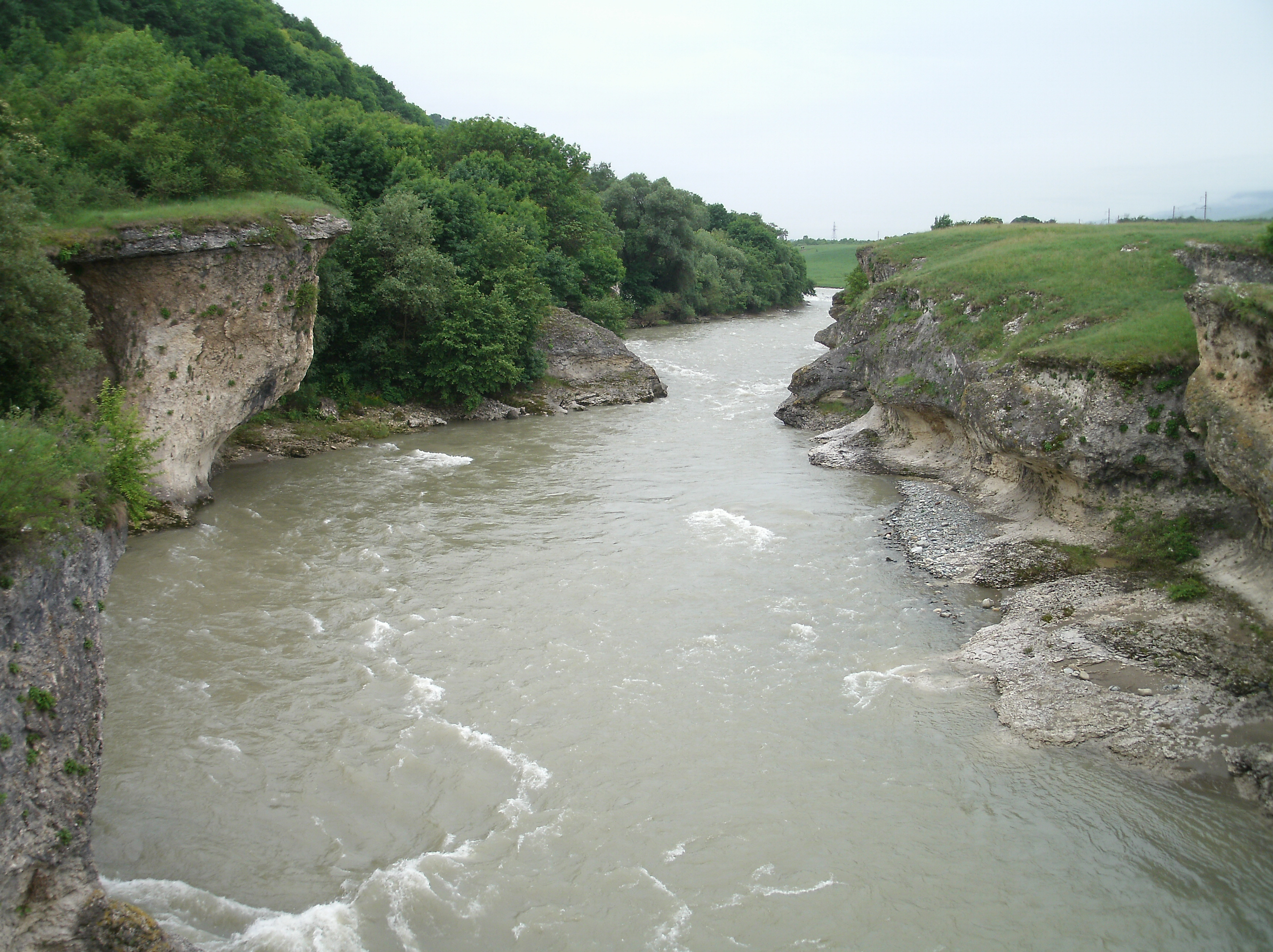
Река Большой Зеленчук у южных окраин станицы

Станица Исправная расположена на правом берегу реки Большой Зеленчук, в 20 км к северу от районного центра станицы Зеленчукской и в 45 км к юго-западу от города Черкесска (расстояния по дорогам).
Долину реки Большой Зеленчук с обеих сторон теснят горы, при этом то место, где находится станица — достаточно широкий участок долины. C востока и запада котловину обрамляют высокие горные массивы, отмечающие гребень Пастбищного хребта. Восточнее Исправной возвышается гора Крейда (1230,3 м), высочайшая точка хребта между бассейнами Большого и Малого Зеленчуков. Западнее станицы отмечена гора Круглик (1178,3 м), высочайшая вершина Пастбищного хребта на участке между реками Большой Зеленчук и Уруп. К югу от неё находится скала Липка.
К северу от станицы параллельно линии Пастбищного хребта проходит Лесистый хребет. На левом берегу Большого Зеленчука севернее Исправной горы подходят к самому руслу. Здесь над рекой возвышаются гора Абрекская (925,8 м) и скала Монастырь (875,5 м). С южного склона горы к реке подходит балка Абрекская.

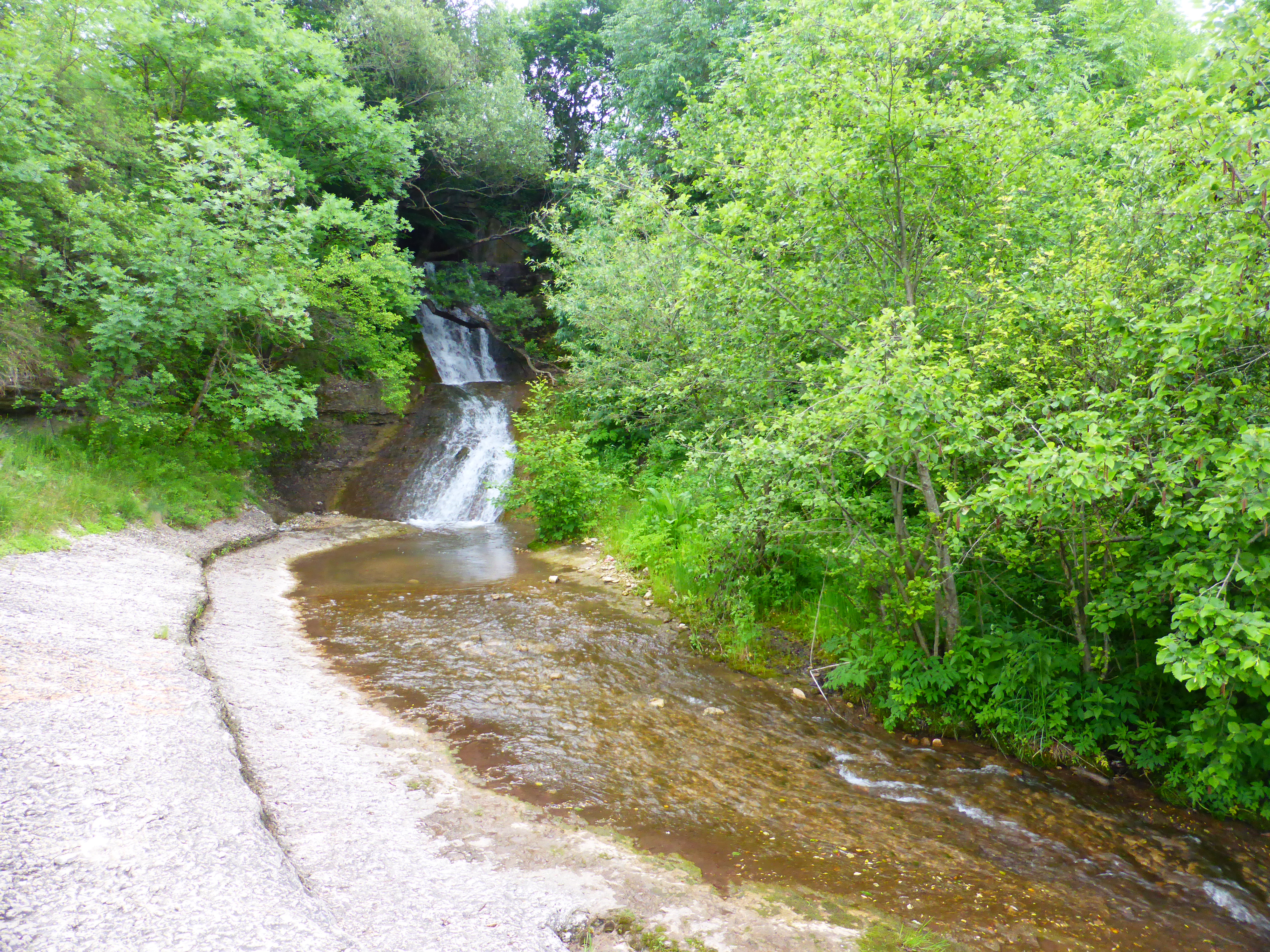
В балке Тёмной

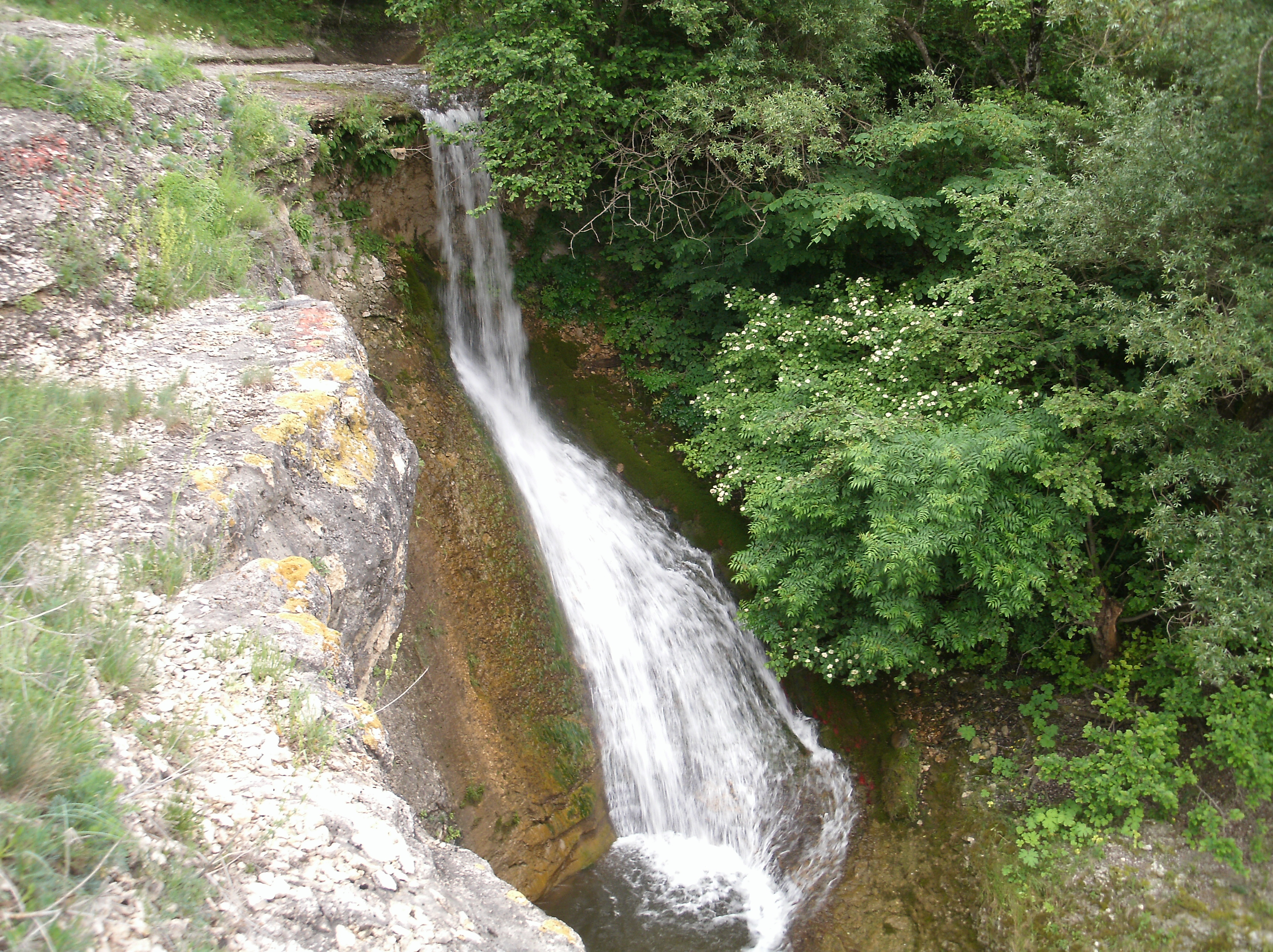
Водоток из балки Тёмной низвергается в Большой Зеленчук

Восточнее Исправной со склонов Пастбищного хребта стекают многочисленные реки и ручьи, которые, протекая по балкам, впадают затем в Большой Зеленчук в границах населённого пункта (балки Сухой Ерик, Погорелова, Нелюбова), северо-восточнее (балки Широкая, Кизиловая, Водяная) и юго-западнее (балки Тёмная, Кабачек, Тришкина, Клевцова) станицы. Далее к востоку, за горой Крейда, в долине Малого Зеленчука, расположен аул Хабез, юго-восточнее, к югу от Хабеза — аул Али-Бердуковский.
На склонах Пастбищного хребта западнее Исправной, на противоположном берегу реки, также зафиксировано несколько балок. Кроме вышеупомянутой Абрекской это балки Макитра и Победимова. Здесь через горный массив, в том числе через вершину горы Круглик, проходит административная граница Карачаево-Черкесии и Краснодарского края (территория Отрадненского района). Ближайший населённый пункт за горами, в долине Урупа — станица Передовая.
Ниже станицы по течению реки (северо-восточное направление от Исправной) находятся хутор Фроловский — на правом берегу, и хутор Чехрак — на левом берегу (относится уже к Отрадненскому району). Юго-западнее станицы, выше по течению реки, расположены хутор Ново-Исправненский (как и Фроловский, относится к Исправненскому сельскому поселению) и, за ним, аул Ильич. Они оба находятся на правом берегу Большого Зеленчука. На левом в этих местах ранее имелись ныне не существующие поселения Плавни и Башкирка. В районе Ильича, Ново-Исправненского, Башкирки долина реки прорезает Скалистый хребет.

### Природные памятники

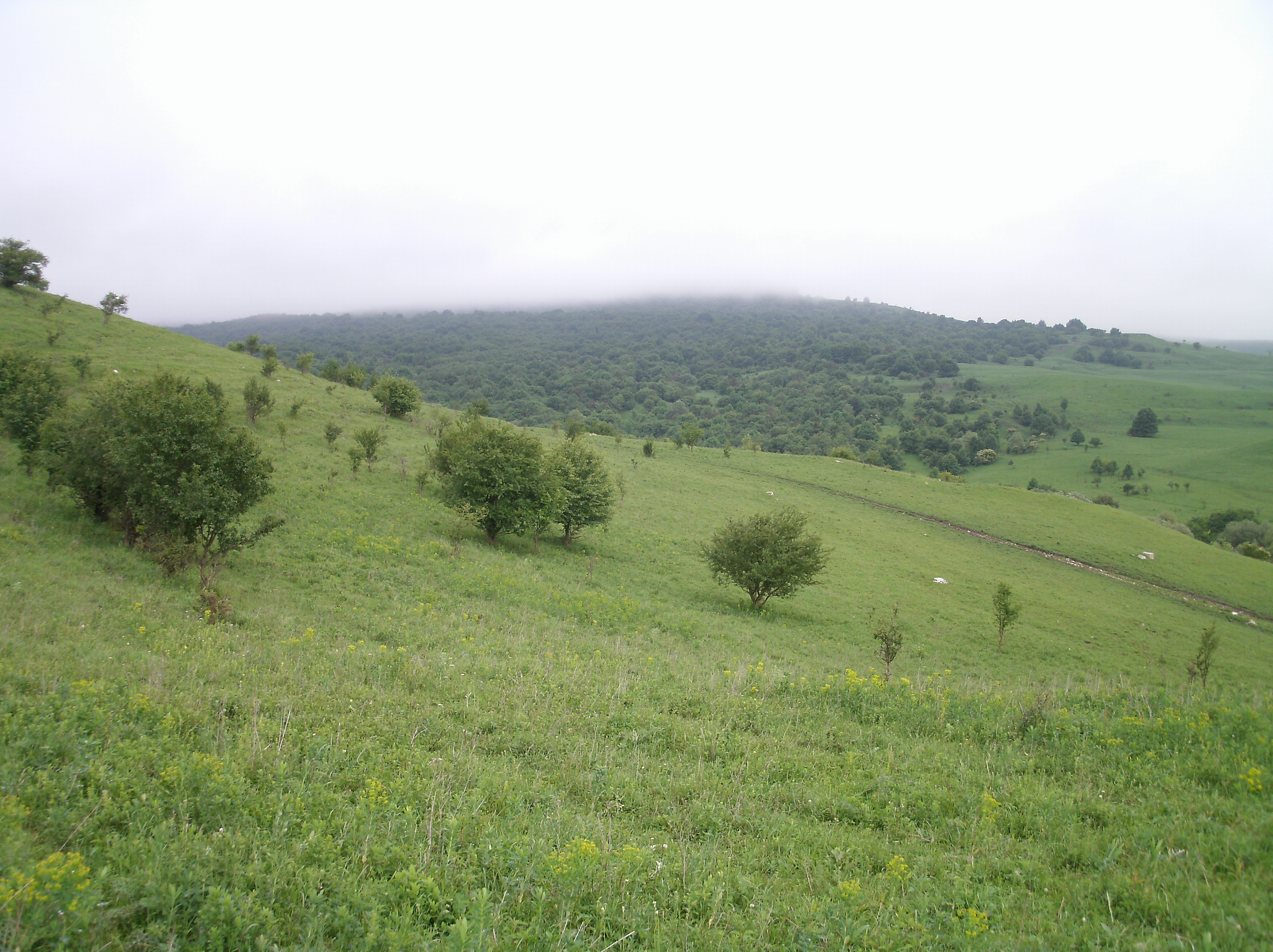
Роща тиса ягодного

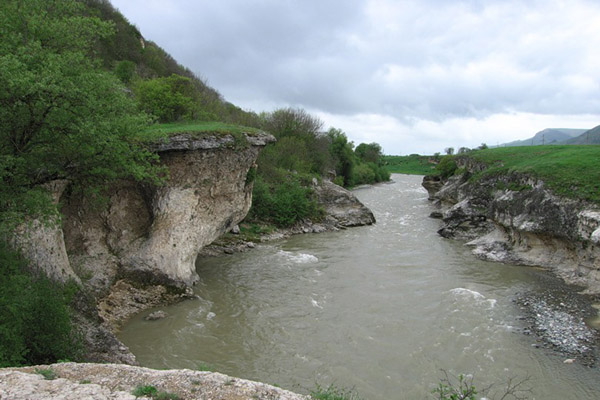
Каньон Большого Зеленчука

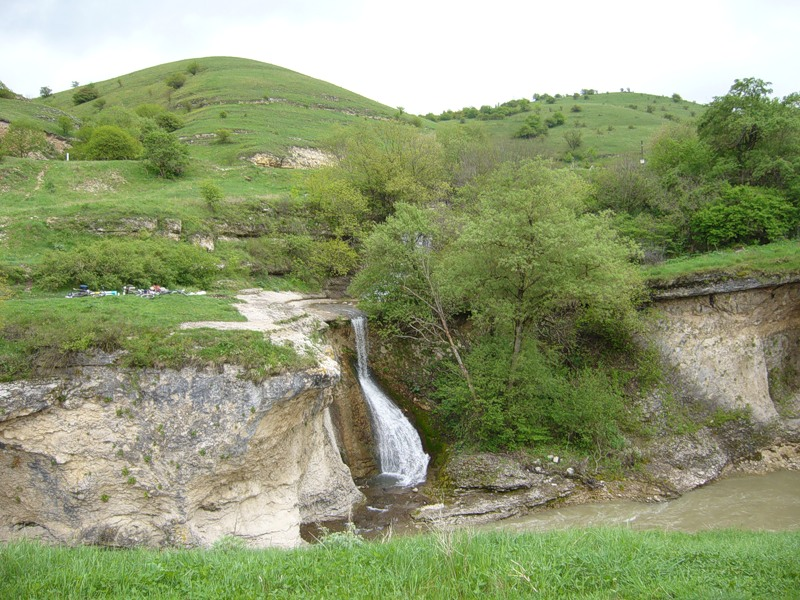
Правый борт каньона

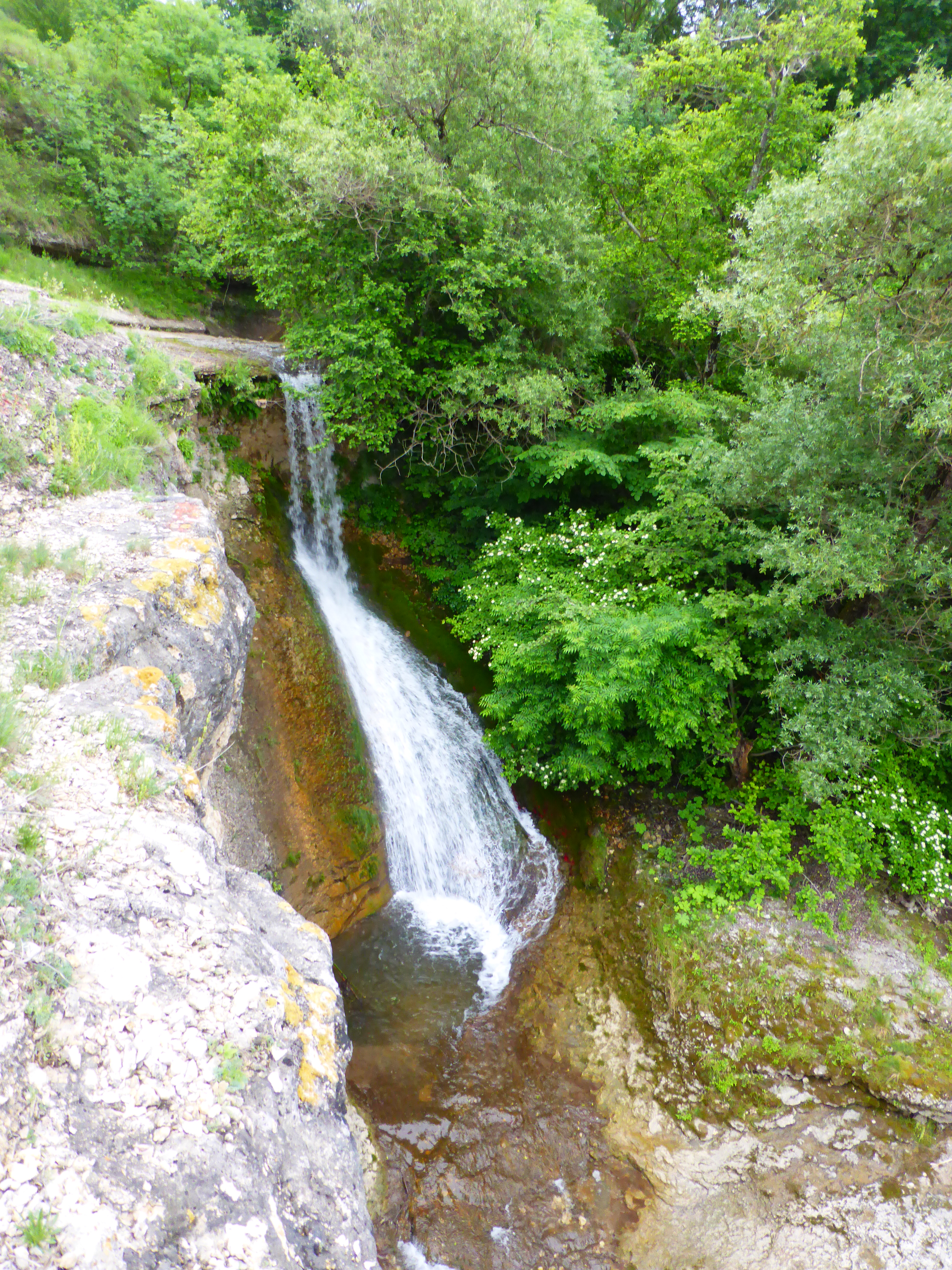
Водопад и растительность правого борта каньона

- Роща тиса ягодного. Памятник природы регионального значения ботанического профиля. Расположена на северном склоне балки Клевцова к востоку от хутора Ново-Исправненского, относится к Исправненскому лесничеству. В геологическом отношении балка Клевцова, относящаяся к северным склонам Скалистого хребта, сложена среднеюрскими алевролитами, песчаниками и мергелями. Почвы — горно-лесные бурые. Роща входит в состав грабового леса, тис формирует второй ярус леса. Высота деревьев в роще — до 8 м[11].
- Каньон реки Большой Зеленчук. Памятник природы регионального значения геологического профиля. Находится южнее Исправной недалеко от окраин станицы. Длина — около 1,5 км, ширина — от 5 до 20 м, высота — около 7-8 м. Берега сложены из плотных верхнеюрских известняков. В верхней части каньона породы более устойчивы к вымыванию, чем в нижней, так что наверху каньон у́же, чем внизу. Растительный покров представлен слабо развитой растительностью скал и каменистых участков, фрагментами леса по правому борту каньона (ольшаник, ива), хорошо развитой злаковой и разнотравно-злаковой степной растительностью по пологим склонам и выровненным участкам над каньоном[12].
- Каменный Гриб. Памятник природы регионального значения геологического профиля. Находится южнее станицы в пойме Большого Зеленчука. Представляет собой каменную глыбу высотой около 6 м и с диаметром «шляпки» около 10 м. Глыба — известняк верхнеюрского отдела со склонов Скалистого хребта, упавший в реку и обточенный водой с одной стороны, что привело к образованию «ножки» гриба и заваливанию «шляпки» в сторону русла реки. Растительность ближайшего к памятнику правого берега Большого Зеленчука представлена кустарниками (облепиха, ясень, свидина)[13].

## История
В 1829 году в ходе Кавказской войны была заложена Зеленчукская оборонительная линия по реке Большой Зеленчук. По данным подполковника барона К. Ф. Сталя от 1852 года, она состояла из укрепления Надежинского (ныне станица Сторожевая), поста Большерского (на левом берегу Зеленчука напротив нынешнего хутора Ново-Исправненского) и укрепления у Каменного моста через Большой Зеленчук (чуть выше по течению того места, где сейчас располагается станица Исправная). Укрепление у Каменного моста просуществовало с 1843 по 1858 год.
История станицы Исправной отсчитывается с 28 апреля 1858 года, когда к Каменномостскому укреплению прибыл 2-й батальон Литовского пехотного полка, выступивший за два дня до этого из станицы Отрадной. Полк составлял основу так называемого Урупского отряда, подчинявшегося помощнику командующего войсками Правого крыла Кавказской линии генерал-майору Л. П. Рудановскому и образованного в 1858 году для строительства трёх новых станиц на Урупе и Большом Зеленчуке — будущих Передовой, Исправной и Сторожевой. По прибытии батальона на место строительства новой станицы сразу же вокруг него был насыпан земляной вал, вырыт ров и устроены артиллерийские батареи (этими работами заведовал, в частности, подпоручик Бонч-Осмоловский). Поселение имело вид квадрата со стороной в 1 км, границы которого первоначально были распаханы плугом, 4 пушки располагались по углам квадрата. Закладка станицы сопровождалась чтением царского указа об образовании нового поселения и молебном. В период строительства населённого пункта Литовский полк получал провиант из провиантского магазина, помещавшегося в укреплении Каменный мост.
Станица у Каменного моста первоначально получила наименование Зеленчукской, затем — Исправной. В момент её основания в ней предполагалось водворить 270 казачьих семей при 3 офицерах. В окрестностях Исправной в первые месяцы после её основания случались стычки с горцами. Уже 17 мая произошла стычка отряда в 40 казаков во главе с командиром 3-го Урупского полка Кавказского линейного казачьего войска Е. Ф. Семёнкиным с группой из 200 черкесов, закончившаяся для казаков успешно. На горе, где проходил бой, был устроен сторожевой пост, получивший в честь этого события название Непобедимый. Пост находился на левом берегу Зеленчука напротив станицы, вероятно, напоминанием о нём является сохранившееся в местной топонимике название балки Победимова в тех же местах. Перестрелка с горцами числом около 30 человек имела место у станицы 18 августа.
В конечном итоге в Исправной было поселено 3 офицерских семьи, 108 семей линейных казаков, 41 — донских, малороссийских семей — 20, анапских поселян — 96 семей, нижних чинов регулярного войска — 25 семей, всего 293 семьи. Затем станицы, образованные в 1858 году (Спокойная, Удобная, Подгорная, Передовая, Исправная и Сторожевая), доселялись до 300 семей из числа желающих поступить в казачье сословие. Кроме переселенцев с Дона, в числе жителей Исправной, по некоторым данным, были переселенцы из Воронежской и Полтавской губерний, которых к месту поселения сопровождал, по-видимому, вышеупомянутый подполковник Е. Ф. Семёнкин.

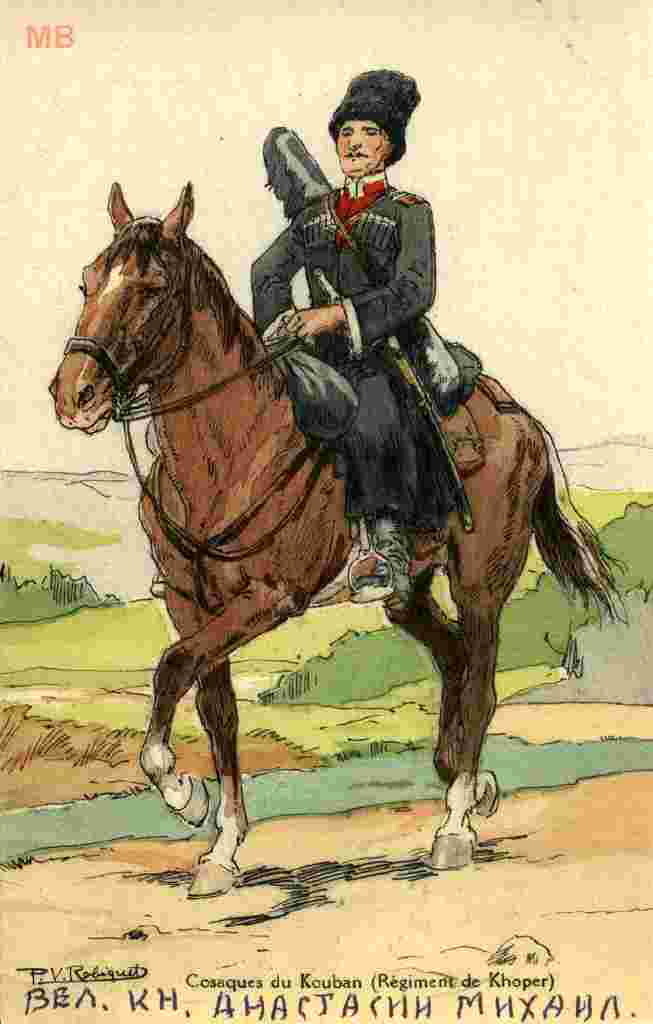
Казак Хопёрского 1-го полка. Открытка 1914 года

По отдельным сведениям, линейные казаки, поселённые в Исправной и соседних станицах, принадлежали к Волжским и Хопёрским казачьим полкам. В 1858 году был сформирован 2-й Урупский казачий полк, в котором служили казаки из Исправной, Передовой, Сторожевой, впоследствии — также из Зеленчукской, Кардоникской и Преградной. В 1870 году Исправная вошла в Хопёрский полковой округ, в котором базировался Хопёрский 1-й казачий полк. С 1869 года входила в Баталпашинский уезд, с 1888 года — Баталпашинский отдел Кубанской области.
В Исправной были отмечены случаи, когда казачьи дома снаружи не белили известью, а красили красной глиной. Среди других верхне-кубанских станиц жители Исправной были известны под прозвищем «желтоухие». Среди жителей станицы в дореволюционный период было распространено отходничество.
В советский период станица последовательно находилась в составе Баталпашинского отдела Кубано-Черноморской области, Карачаево-Черкесской автономной области, Баталпашинского района — сначала в составе КЧАО, затем в составе Армавирского округа Северо-Кавказского края и, наконец, после упразднения окружного деления, под прямым подчинением краевым властям. После ликвидации Баталпашинского района — в Отрадненском районе Северо-Кавказского и, затем, Азово-Черноморского краёв. После разукрупнения Отрадненского района Исправная входила Удобненский район Азово-Черноморского и, впоследствии, Краснодарского краёв. С декабря 1938 года — районный центр Кировского района Черкесской автономной области. В 1956 году район был упразднён, его территория была передана в прямое подчинение ЧАО, а в 1957 году Черкесская АО была преобразована в Карачаево-Черкесскую АО второго формирования, и станица Исправная оказалась в Зеленчукском районе.
В годы Великой Отечественной войны Исправная была оккупирована немцами. В станице был создан партизанский отряд, который вместе с партизанами станицы Отрадной отступил на юг и действовал в горной местности совместно с партизанским отрядом Преградненского района.
В советское время в станице и двух окрестных хуторах работал колхоз-миллионер, имевший статус государственного племенного завода по выведению новых пород овец. В 1990-х годах колхоз был преобразован в акционерное кооперативное хозяйство «Исправная», которое возглавил бывший председатель станичного колхоза А. П. Стригин. В сентябре 1997 года А. П. Стригин, на тот момент также депутат Народного Собрания республики, бесследно исчез вместе с машиной и водителем на трассе в направлении станицы Зеленчукской, у аула Ильич. Дело о его исчезновении осталось не раскрытым. При участии компаний-арендаторов впоследствии была проведена приватизация имущества и земель бывшего колхоза.

## Население
| 1897  | 1913  | 1915  | 1939  | 1959  | 1970  | 2002  |
| ----- | ----- | ----- | ----- | ----- | ----- | ----- |
| 5066  | ↗7349 | ↗7687 | ↘6666 | ↘6275 | ↘5847 | ↘4586 |
| 2010  | 2021  |       |       |       |       |       |
| ↘4286 | ↗4429 |       |       |       |       |       |

Национальный состав
Согласно переписи 1926 года, в станице проживало 7857 человек в 1555 хозяйствах, из них 3768 мужчин и 4089 женщин. 6511 человек причислили себя к казакам. Национальный состав населения был следующим:
- русские — 5 222 чел. (66,5 %),
- украинцы — 2 531 чел. (32,2 %),
- другие — 104 чел. (1,3 %).

По данным Всероссийской переписи населения 2002 года:
- русские — 4 327 чел. (94,4 %),
- карачаевцы — 73 чел. (1,6 %),
- украинцы — 37 чел. (0,8 %),
- другие — 149 чел. (3,2 %).

По данным Всероссийской переписи населения 2021 года:
| Народ               | Численность, чел. | Доля от всего населения, % |
| ------------------- | ----------------- | -------------------------- |
| русские             | 4 211             | 95,08 %                    |
| карачаевцы          | 111               | 2,51 %                     |
| другие / не указано | 107               | 2,41 %                     |
| всего               | 4 429             | 100,0 %                    |

## Экономика
- Разрабатывается мелкое по своим запасам Исправненское месторождение гипса.
- Шубно-меховой комбинат «Зеленчук».
- Сельскохозяйственное предприятие «Никас» — разведение крупного рогатого скота, в том числе коров, а также овец (предприятие находится в стадии ликвидации).
- Племенной репродуктор «Агур» — разведение овец[4].

## Социальная сфера
- Участковая больница.
- Средняя общеобразовательная школа.
- Основные общеобразовательные школы № 1 и № 2.
- Детский сад «Рябинушка».
- Сельский дом культуры.
- Взрослая и детская библиотеки[4].

## Религия
Русская православная церковь
- Церковь святого Архистратига Божия Михаила (Пятигорская епархия). Впервые деревянный Михайловский храм в станице появился, по одним данным, в 1860-е годы, по другим — в 1879 году. В 1931 году он сгорел. В период немецкой оккупации в годы Великой Отечественной войны богослужения возобновились и продолжались уже в послевоенное время в различных молитвенных домах. В 1943 году молитвенный дом станицы Исправной совместно с молитвенным домом станицы Сторожевой внёс более 16 тысяч рублей на постройку танковой колонны «Ставропольский колхозник». В 1963—1965 годах станица своего священника не имела, в 1966—1967 годах православная община Исправной вовсе была снята с регистрации, однако затем была восстановлена и приписана к молельному дому станицы Кардоникской. По состоянию на 1967 год она насчитывала, по некоторым данным, до 2 тысяч человек. С 1970 года Михаило-Архангельский молитвенный дом Исправной был приписан к православной общине станицы Зеленчукской. В 1989—1995 годах был возведён новый кирпичный храм. В 2003 году благочинный православных церквей Карачаево-Черкесии, настоятель собора святителя Николая Чудотворца города Черкесска совершил освящение новой Михайловской церкви станицы Исправной[34][35].

## Памятники
- Обелиск воинам-землякам и жителям станицы, погибшим в годы Великой Отечественной войны, в станичном парке. Объект культурного наследия местного значения.
- Памятник воинам, погибшим в годы Гражданской войны, в станичном парке. Объект культурного наследия местного значения[4].

## Археология
Окрестности станицы Исправной богаты на археологические находки. В данном районе встречаются уже памятники бронзового века. Между Исправной и хутором Ново-Исправненским в 1973 году раскопан курган II тысячелетия до нашей эры с групповыми захоронениями в каменных гробницах. Курган того же периода со склепом из плит обнаружен в самой станице. В соответствии с решением исполкома совета народных депутатов Ставропольского края от 1981 года курганы являются памятником археологии местного значения. В найденной в районе станицы в 1978 году каменной гробнице с птичьими изображениями находились глиняные сосуды той же эпохи.
Значительным является количество находок и археологических памятников, относящихся к кобанской культуре. Кобанский могильник IX—VI веков до нашей эры с парными и одиночными захоронениями в каменных ящиках был исследован в 1970—1971 годах в Абрекской балке. В могилах обнаружены кости животных, керамика, кремнёвые отщепы, оселки, пряслице, изделия из железа (кистени, секира и другие), бронзы (напильник, булавки, украшения), наконечники стрел, бусы (в том числе сердоликовые). Могильник c 1974 года, согласно постановлению Совета министров РСФСР, имеет статус памятника культурного наследия федерального значения (под официальным наименованием «Белая круча—I» и с датировкой — VI—II века до нашей эры). В 1972 году в Исправной были случайно найдены обломки глиняных сосудов VIII—VI веков до нашей эры, ранее, в 1969 году — бронзовое зеркальце и глиняная керамика V—IV веков до нашей эры. В 1978 году на правом берегу Большого Зеленчука открыто кобанское  захоронение лошади с остатками бронзовой сбруи (уздечка с псалиями и т.д.).
К артефактам сарматской эпохи относятся терракотовые бляшки с рельефным изображением Медузы Горгоны III—I веков до нашей эры, подобранные в 1978 году, и курган того периода в центре станицы.
От аланского периода в окрестностях Исправной сохранилось сразу 6 городищ:
- Городище в балке Абрекской, недалеко от скалы Белая круча (южный склон скалы Монастырь). Открыто в 1971 году, позже обследовано в 1980 году, датируется VIII—XI веками. Размер поселения — 100 м на 300 м. Жилища на террасах по склону сложены из известняка. С напольной стороны селение окружено каменной стеной. В числе находок — жернова, сошник, остатки вооружения, инструментов, кости животных, керамика (фрагменты пифосов и др.). На территории находящегося рядом кобанского могильника остались гончарная печь IX—XI веков с остатками аланской керамики вокруг и железоделательная печь. Городище и могильник при нём с 1974 года обладают статусом памятников культурного наследия федерального значения (под официальными наименованиями Могильник «Белая круча—II» и Поселение «Белая круча», с датировкой — VIII—X века)[38].
- Балашовское городище на левом берегу Большого Зеленчука недалеко от станицы. Обследовано в 1980 году. Возникло на поселении эпохи поздней бронзы. Имеет цитадель со рвом, городище при ней, обнесённое с юга и севера каменной стеной, башни, селище за пределами крепости. Датируется VII—XII веками, керамика — X—XI веков.
- Городище Лысая Гора на левом берегу реки, к западу от Исправной. Также исследовано в 1980 году. Найденная керамика относится к X—XIII векам.
- Курлукское (Курлюкское) городище на правом берегу Большого Зеленчука у южных окраин станицы. Открыто в 1972—1973 годах, обследовалось в 1980 году. Стоит на поселении эпохи поздней бронзы. Имеет полутреугольную форму, площадью более 10 га. Городище имело башни, состояло из цитадели, города-крепости, окружённого каменной стеной со рвом, и открытого поселения. Обнаружены каменные жилища и загоны для скота. Памятник относится к IV—XII векам (первоначально датировался V—VII веками). К тому же периоду относятся ближайшие катакомбные захоронения, где были найдены, в числе прочего, янтарные бусы, изделия из бронзы (фибула и др.), железа, глины.
- Клевцовское городище на левом склоне балки Клевцова. Впервые описано в 1934 году. Затем осмотрено в 1980 году. Располагается на выступе скалы, защищено с севера и запада обрывами высотой до 50 м, с юга стеной, с востока рвом и стеной. Отмечены остатки башен и каменных сооружений внутри стен. Городище возникло на более раннем поселении позднего бронзового века, относится к X—XIII векам.
- Городище Башкирка на левом берегу реки к юго-западу от Исправной, напротив хутора Ново-Исправненского. Впервые описано в 1934 году, также фиксировалось в 1971 году, обследовано в 1980 году. От городища осталась незначительная часть стен, обнесённых снаружи рвом. Керамика на поселении — X—XIII веков[37].

Кроме городищ, от того же периода остались погребения в каменных ящиках на правом берегу Большого Зеленчука (IX—X века), в которых обнаружены бронзовые бубенчики, янтарные, стеклянные бусы и т.д. Предметы VIII—X веков были собраны у балки Кабачек. К памятникам более поздних эпох в Исправной относятся два кипчакских могильника XII века. Также в окрестностях станицы была найдена каменная баба. Вокруг Исправной и хутора Ново-Исправненского отмечены мелкие курганы адыгского типа XIV—XVI веков, зафиксированные в 1904 и 1954 годах соответственно. Курганный могильник у Ново-Исправненского является памятником культурного наследия регионального значения. В балке Клевцова в 1934 и 1954 годах были обследованы остатки сторожевой башни, по своей архитектуре близкой к находящейся у аулов Хабез и Али-Бердуковский башне Адиюх. По Л. И. Лаврову, башня Адиюх построена во второй половине XVIII века, что позволяет датировать башню в балке Клевцова также XVIII веком. Башня признана памятником культурного наследия регионального значения (правда, с более ранней датировкой — XIII—XIV века).

## Известные уроженцы
- Иванов, Николай Максимович — генерал-лейтенант Русской императорской армии.
- Панченко, Дмитрий Иванович — Герой Советского Союза.